# Baktrija
Baktrija (staroperzijsko: Bâkhtriš) je antična pokrajina v severnem Afganistanu in satrapija Perzijskega cesarstva, v antiki poznana po svojih krutih vojakih in kultu, ki ga je osnoval prerok Zoroaster (Zarathustra). 
Baktrija je zavzemala ozemlje ob srednjem in zgornjem toku reke Amu Darje. Na jugu je mejila na gorovje Hindukuš. Pokrajina je bila zelo raznolika, saj so jo sestavljale zelo plodne aluvijalne ravnine, vroče puščave in mrzle gore. Prebivalci Baktrije so bili iranskega porekla, najprej nomadi, kasneje poljedelci in živinorejci, ki so živahno trgovali z Indijo in Kitajsko. Severno od Baktrije so živeli sogdijski nomadi. Zaradi plodne zemlje je bila naseljena že v 2. tisočletju pr. n. št.

## Obdobje Medijcev
V 7. stoletju pr. n. št. je Baktrija prišla pod oblast Medijcev. V 6. stoletju pr. n. št. je postala perzijska satrapija, ki so jo upravljali sorodniki perzijskih kraljev, včasih tudi sam kronski princ ali kandidat za kraljevega naslednika (mathišta). Satrapiji je občasno pripadala tudi Sogdija, ki je ležala severno od Amu Darje. Glavo mesto satrapije je bilo Baktra, današnji Vazirabad (Balh) v severnem Afganistanu. Mesto je bilo zelo pomembno središče zoratustrstva, imelo pa je tudi svetišče Anahite, boginje vode in plodnosti.

## Obdobje Ahemenidov
Ko je Darej I. Veliki reorganiziral Ahemenidsko cesarstvo in ustanovil satrapije, je Baktrijce in sicer neznane Eglijance združil v eno upravno enoto, ki je morala plačevati 360 talentov davka letno. 
Baktrija je slovela po izjemnih vojakih, ki so se z vojsko Darejevega sina Kserksa I. leta 480 pr. n. št. udeležili invazije na Grčijo. Herodot opisuje njihove turbane, loke in sulice in omenja, da so se udeležili bitke pri Platajah leta 479 pr. n. št. 
Sicer pa so bili Baktrijci za Grke najbolj oddaljeno ljudstvo, ki so ga poznali. Ko je atenski dramatik Evripid hotel poudariti, da je bil bog Dioniz rojen zelo daleč, je za njegovo domovino izbral Baktrijo, filozof Aristotel pa je trdil, da se z vrhov Hindukuša vidi vzhodni ocean. Grki verjetno nikoli ne bi poznali Baktrije, če ne bi Darej I. pregnal skupine Grkov iz Cirenajke v Baktro. Iz najdenih kovancev lahko sklepamo, da so ti Grki obdržali stik z domovino. Druga skupina grških naseljencev se je imenovala Branhidae. Bili so potomci skupine grških svečenikov, ki so nekoč živeli v bližini Didime pri Miletu in prišli v perzijsko ujetništvo. 

## Obdobje Aleksandra Velikega
Leta 329 pr. n. št. je preko Hindukuša v Baktrijo vdrl Aleksander Veliki in presenetil svojega nasprotnika, satrapa Besa, ki se je kasneje sam oklical za kralja Artakserksa IV.. Artakserks je pričakoval, da bo Aleksander napadel iz Arije, zato je pred njimi opustošil vso pokrajino. Aleksander je zasedel Baktro in prekoračil reko Amu Darjo. Aleksander je po zasedbi Baktrije začel graditi novo mesto in ga po sebi imenoval Aleksandrija (današnji Khodzent).
Bakrtijci so se Aleksandru kmalu uprli. Vzrokov za njihov upor je bilo več. Prvi vzrok je bila verjetno gradnja mesta, ki ni bila v skladu z njihovim nomadskim načinom življenja. Drugi vzrok je imel versko ozadje: pripadniki  kulta Zaratustre zaradi svojega verskega prepričanja niso hoteli oskruniti niti zemlje niti ognja s trupli umrlih, zato so jih prepustili jastrebom in psom. Takšna pogrebna navada je Makedonce pretresla in Aleksander jo je prepovedal. Tretji vzrok je bil verjetno plenjenje živine, edini greh, ki ga je Zaratustrov nauk izrecno obsojal, brez tega pa makedonska vojska ni mogla preživeti. Vodja upora je bil Spitamen. Uporniki so napadli Baktro, vendar so Makedonci upor zatrli. Spomladi leta 327 pr. n. št. se je Baktrija umirila in Aleksander se je poročil z domačo kneginjo Roksano. Po poroki je krenil v Indijo, v Baktriji pa je pustil okupacijsko vojsko kakšnih 30.000 mož.
Ko je bil Aleksander leta 325 pr. n. št. v Indiji skoraj smrtno ranjen, so se grški naseljenci v Baktriji in Sogdiji uprli in se odločili oditi domov. Domačini so jih pri tem podprli, ker so se hoteli znebiti novih gospodarjev, zapustiti mesta in začeti živeti po starem. Aleksander je uspel v Baktriji vzpostaviti red, toda leta 323 pr. n. št. je umrl. Po njegovi smrti je izbruhnil nov upor, ki ga nikoli niso popolnoma zatrli, čeprav je Aleksandrov naslednik Perdikas v Baktrijo poslal vojsko pod Peitonovim poveljstvom. Peiton je hotel rešiti uporniške grške naseljence, a jih je njegova vojska pobila. 
Od takrat je bila makedonska vojska prešibka, da bi vzdrževala red v okupirani Baktriji. Poleg tega se je med Perdikasom in več Aleksandrovimi generali vnela vojna in šele leta 308 pr. n. št. je Selevku I. Nikatorju po zmagi v Babilonski vojni uspelo zbrati dovolj veliko vojsko, da je ponovno zasedla Baktrijo. Baktrija je postala del Selevkidskega cesarstva. Guverner vzhodnih satrapij je za nekaj časa postal Selevkov sin in naslednik Antioh I. Soter. 
Leta 245 pr. n. št. se je Andragora, satrap Partije, ki je ležala zahodno od Baktrije, uprl Selevku II. Kaliniku, ki je ravno sedel na prestol. V zmedi, ki je nastala, so Partijo osvojili Parnijci, nomadsko pleme iz srednjeazijskih step. Protinapad Selevkidov se je končal s polomom in Parnijci so osvojili še Hikarnijo in ustanovili Partsko cesarstvo.
Grki in Makedonci, ki so živeli v Baktriji, so bili zdaj odrezani od evropskega zahoda in na ozemlju Baktrije je nastala samostojna država z vladarjem Dioditom, ki je podpiral Parte. Država je dosegla svoj višek na začetku 2. stoletja pr. n. št. ko sta vladala Evtidem in Demetrij. K državi je takrat spadal tudi del severozahodne Indije. 
Državo so leta 130 pr. n. št. so uničila nomadska plemena s severovzhoda, ki so že pred tem pogosto vdirala v državo. 

## Obnovitev države
V 1. stoletju našega štetja so nomadski Kušani ponovno združili Baktrijo in Punjab. Glavno mesto nove države je postal Pešavar v Gandari. Novi kralji so vladali močnemu budističnemu cesarstvu, v katerem so se združili indijski, iranski, skitski, partski in grški kulturni elementi. Svilna pot je Baktrijo povezala z Rimskim cesarstvom na zahodu in Kitajsko na skrajnem vzhodu. 
V obdobju od leta 200 do leta 400 so potomci grških umetnikov zgradili slavne Bamijske Bude, ki so jih marca 2001 uničili Talibani.
V 3. stoletju je prišla pod oblast perzijske dinastije Sasanidov, sredi 6. soletja pa so je osvojili Arabci. 
Državo je leta 1223 popolnoma opustošil Džingiskan, v 14. stoletju pa Timurlenk.

## Vir
- Opća enciklopedija JLZ, Zagreb 1977, I., 387
- B. Jacobs, Die Satrapienverwaltung im Perserreich zur Zeit Darius’ III., Wiesbaden 1994